# USS William P. Lawrence (DDG-110)
USS William P. Lawrence (DDG-110) —  ескадрений міноносець КРО типу «Арлі Берк» ВМС США, серії IIa з 127/62-мм АУ. шістдесятий корабель цього типу в складі ВМС США, будівництво яких було схвалено Конгресом США.

## Назва
Корабель отримав назву на честь морського льотчика, нині покійного віце-адмірала Вільяма П. Лоуренса, який під час в'єтнамської війни був збитий і провів майже шість років в полоні у сумнозвісному таборі «Ханой Хілтон».

## Будівництво

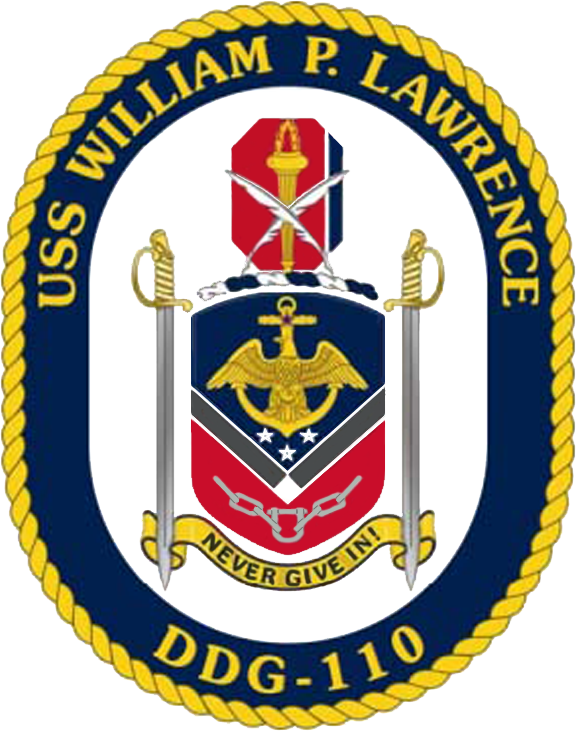
Емблема есмінця

Контракт на будівництво 13 вересня 2002 року був підписаний з суднобудівною компанією Huntington Ingalls Industries. Закладено 16 вересня 2008 року на корабельні Ingalls Shipbuilding в Паскагула, штат Міссісіпі. Спущений на воду 15 грудня 2009 року. Церемонія хрещення відбулася 17 квітня 2010 року. Хрещеною матір'ю стала Дайан Лоуренс, вдова Вільяма П. Лоуренса, і його дочки Лорі Лоуренс і Венді Лоуренс). 23 лютого 2011 року передано ВМС США. 4 червня введено в експлуатацію. 1 липня прибув в порт приписки Сан-Дієго, штат Каліфорнія. 14 листопада 2016 року прибув в новий порт приписки Перл-Харбор, Гаваї.

## Бойова служба
14 січня 2013 року залишив порт приписки Сан-Дієго для свого першого розгортання в рамках авіаносної групи авіаносця USS «Nimitz» (CVN 68) в зоні відповідальності 5-го і 7-го флоту США, з якого повернувся 8 листопада.
6 лютого 2014 року на корабельні NASSCO почав проходження двомісячного ремонту. 20 жовтня покинув Сан-Дієго для участі в навчаннях Task Group Exercise (TGEX) біля узбережжя Південної Каліфорнії.
30 січня 2015 року повернувся до порт приписки після закінчення навчань. Протягом року брав участь в різних навчаннях, для підготовки до майбутнього розгортання.
19 січня 2016 року залишив Сан-Дієго для запланованого розгортання в складі ударної групи «John C. Stennis Strike Group» (JCSSG) атомного авіаносця USS «John C. Stennis» (CVN-74). 10 лютого прибув з чотириденним візитом до Суви, Фіджі. Есмінець став першим військовим кораблем США що відвідав Фіджі за останні 10 років. 13 березня перебував в Донхе, Південна Корея. Влітку прибув в свій новий порт приписки Перл-Харбор де замінив ракетний есмінець USS «Paul Hamilton» (DDG 60). 10 травня без дозволу уряду КНР зайшов в акваторію поблизу Юншуцзяо в районі китайського архіпелагу Наньша. 11 серпня повернувся в порт приписки Сан-Дієго. 14 листопада прибув до нового порту приписки Перл-Харбор, Гаваї, завершивши 10-денний перехід з Сан-Дієго.